# Tadalafil
Tadalafil je organsko jedinjenje, koje sadrži 22 atoma ugljenika i ima molekulsku masu od 389,404 .
Cialis (tadalafil) tablete opuštaju mišiće koji se nalaze u zidovima krvnih sudova, i povećava protok krvi u pojedinim delovima tela. Cialis se kao terapija koristi za lečenje erektilne disfunkcije (impotencije) i u slučajevima benigne hipertrofije, to jest, uvećanja prostate.
Kod fiziološke erekcije penisa pomaže tako što iz corpus cavernusum oslobađa azot monoksid (NO),  koji zatim aktivira enzim gvanilat ciklazu, koji je ključni enzim u sintezi cikličnog guanozin monofosfata (cGMP).
cGMP nakon toga u velikoj meri relaksira glatke mišiće corpus cavernusum, i na taj način povećava dotok krvi i intrakavernozni pritisak, sto u suštini igra najvažniju ulogu u erekciji kod muškaraca.

### Sporedni efekti
Na medicinskom testiranju sporednih efekata Tadalafila u kojem je učestvovalo oko 15 000 muškaraca, ukazano je na nekoliko nuspojava poput glavobolje, stomačnih problema i problema sa probavom, bolovi u mišićima, crvenilo, i bolove u leđima.

## Osobine
| Osobina                  | Vrednost |
| ------------------------ | -------- |
| Broj akceptora vodonika  | 4        |
| Broj donora vodonika     | 1        |
| Broj rotacionih veza     | 1        |
| Particioni koeficijent ( | 2,2      |
| Rastvorljivost (logS, log(mol/L))       | -3,3     |
| Polarna površina (PSA, Å2)  | 74,9     |

## Literatura
- Hardman JG, Limbird LE, Gilman AG (2001). Goodman & Gilman's The Pharmacological Basis of Therapeutics (10. изд.). New York: McGraw-Hill. ISBN 0071354697. doi:10.1036/0071422803.
- Thomas L. Lemke; David A. Williams, ур. (2007). Foye's Principles of Medicinal Chemistry (6. изд.). Baltimore: Lippincott Willams & Wilkins. ISBN 0781768799.

## Spoljašnje veze
- Cialis

|  | Molimo Vas, obratite pažnju na važno upozorenje u vezi sa temama iz oblasti medicine (zdravlja). |